# 津村喬
津村 喬（つむら たかし、本名は高野威（たかの たけし）、1948年7月10日 - 2020年6月17日）は、評論家、気功師。NPO法人気功文化研究所代表。気功懇談会会員。京都気功会講師。「ニューエイジ」類似運動活動家。
東京都出身。元総評事務局長の高野実の二男。ジャーナリストの高野孟は兄。高瀬羽皐の孫。

## 来歴
早稲田大学高等学院に入学。
1964年、第一次訪中に気功療法を体験。
1970年、早稲田大学第一文学部中退。在学中より評論活動を行い、中国の文化大革命と毛沢東主義に傾倒、大学を中退後は反原発運動、反差別運動などの市民運動に関わりつつ執筆活動を継続する。その後フリーのライターとして今日に至る。「日中友好協会（正統）早大支部」を名乗り、中国研究所の機関誌『中国研究月報』などにも寄稿。「広義のメディア批評」を唱え、国際政治から日常料理までを論評しながら、生活主権の確立・拡大のために多方面で活動を行う。
1973年新日本文学会講座「健康道場」企画。
1976年11月、初の「東洋体育」カタログ『BODYの本』別冊宝島3を仲間とともに企画編集して出版する。対抗文化の体の問題を、東洋体育という名称で広く認知させる。
1978年、ロッキード事件が起こり「週刊ピーナツ」を創刊を企画し、主幹として取材に取り組むとともに抗議活動し高く評価される。
1978年、岡島自然健康道場に太極拳講師として参加。星野稔とともに中国体育研究会創立。
1981年、神戸に移住。神戸太極拳同好会創設に参加。
1983年、第13回参議院議員通常選挙に日本社会党の比例代表候補として立候補するが落選。
雑誌『気の森』初代編集長。
2000年、関西気功協会を解散。気功協会（責任者 天野）設立。
2020年6月17日肺水腫で死去した。

## 人物
小学校三年生の頃、新宿区大久保の中央合唱団に通っておりアコーディオンを習っていた。1956年の日本のうたごえ祭典に聴衆として参加している。

## 主要著書
- 『われらの内なる差別 日本文化大革命の戦略問題』三一新書、1970年
- 『魂にふれる革命』ライン出版、1970年
- 『革命への権利 具体性のほうへ』せりか書房、1971年
- 『食と文化の革命』社会評論社、1981年
- 『歴史の奪還 現代ナショナリズム批判の論理』せりか書房、1972年
- 『メディアの政治』晶文社 1974年
- 『革新自治体』（教育社）入門新書・時事問題解説、1978
- 『ひとり暮らし料理の技術』野草社、1980年
- 『今日も一日おいしかった - 1食2人300円の料理術』現代書林、1980年
- 『食と文化の革命』社会評論社、1981年
- 『からだの言いぶん しなやかトレーニング実技編』山崎浩一 イラスト、野草社、1981年
- 『風土食の発見 生活料理の深層』北斗出版、1983年
- 『危ない食品から家族を守る法 害食時代を生きのびる知恵』 <カッパ・ブックス> 光文社、1983年
- 『ザ・焼酎 焼酎ハンドブック1985』海風社、1985年
- 『焼酎偏愛 焼酎ハンドブック2』海風社、1985年
- 『ごはんの贈物 からだにやさしい東西ライス料理400』JICC出版局、1986年
- 『毎日できる・東洋健康法 「医療」から「養生」へ (東洋体育<新しいからだそだて>シリーズ)JICC出版局、1986年
- 『太極拳第一歩 読んですぐできる・からだと対話する (東洋体育<新しいからだそだて>シリーズ) JICC出版局、1987年
- 『気功宇宙 遊泳マップ』アニマ2001、1989年
- 『気功=心の森を育てる』新泉社、1989年
- 『歌いながらの革命 クレムリンを揺がす小国エストニアの闘い! 現地緊急報告』JICC出版局、1989
- 『気功への道』創元社、1990年
- 『やさしい気功健康法 1 (はじめての人のための気功入門) (東洋体育<新しいからだそだて>シリーズ) JICC出版局、1990年
- 『やさしい気功健康法 2 (気功による病気の自己治療) (東洋体育<新しいからだそだて>シリーズ) JICC出版局、1990年
- 『やさしい気功健康法 3 (からだと心の養生法・らくらく気功) (東洋体育<新しいからだそだて>シリーズ) JICC出版局、1990年
- 『気功 2 (癒やしの人間学)』新泉社、1990年
- 『気功的生活 ぴんくのいず』同友館、1991年
- 『毎日できる・東洋健康法 万病をよせつけない心身をつくる!』JICC出版局、1991年
- 『太極拳第一歩 読めばあなたも必ずできる決定版!』JICC出版局、1991年
- 『保健気功入門』同友館、1992年
- 『自然流「乾物」読本』農山漁村文化協会、1992年
- 『気脈のエコロジー 天人合一と深層体育』創元社、1993年
- 『神戸 難民日誌』（岩波ブックレット）1995年
- 『快脳気功 意識を変える、からだを変える』サンマーク出版、1998年
- 『疲労回復の本 あなたの心身疲労を気功で癒す』同朋舎、1999年
- 『脳とからだが若返る!四大気功入門 伝統四大功法 (Gakken mook、かんたん気功シリーズ) 帯津良一監修、学習研究社、2005年
- 『健身気功入門 "こころ"と"からだ"を養生する』春秋社、2011年
- 『津村喬精選評論集 《1968》年以後』絓秀実編、論創社、2012年
- 『新篇 しなやかな心とからだ』（野草社）
- 『別冊宝島・東洋体育の本』（JICC出版）
- 『戦略とスタイル 増補改訂新版 革命のアルケオロジー』航思社、2015年12月
- 『横議横行論 革命のアルケオロジー5』航思社、2016年

### 共編著
- 『BODYの本』別冊宝島3、宝島社、1976年
- 『しなやかな心とからだ 東洋体育道入門』岡島治夫共著、野草社、1979年
- 『全共闘 持続と転形』編著、五月社、1980年
- 『図説 気功法―決定版』星野稔共著 柏樹社、1984年
- 『健康食とうふ』 (手づくり日本食シリーズ)鶴田静、井上豆彦共著、農山漁村文化協会、1984年
- 『脳力トレーニングの技術』佐藤正弥共著、JICC出版局、1990年
- 『気・イメージ・身体 気功と人間の潜在力』藤岡喜愛共著、アニマ2001、1991年
- 『フィンランドの森の友だち』 (シリーズ旅の本箱) 高野和子共著、岩波書店、1994年
- 『天河曼荼羅―超宗教への水路』鎌田東二共編 春秋社、1994年7月。 - 宮迫千鶴、美内すずえ、龍村仁らが参加したシンポジウムの記録。
- 『魂が癒されるとき―気功・ホリスティック医学・ガン治療をめぐる対話』帯津良一共著 創元社、1996年
- 『健康自立マニュアル 代替医療で癒す』編著、同朋舎、1999年
- 『<2000年危機>から身を守る本 何が起こるのか、どうすればよいのか?』地球の集まり共編著、洋泉社、1999年
- 『実践伝統四大功法のすべて』劉天君、黄美光、出口衆太郎、林茂美共編、帯津良一 監修、許運堂訳、学習研究社,2004年
  - 第1巻 六字訣 / 津村喬、劉天君 著 第2巻 八段錦 / 津村喬、帯津良一 著 第3巻 五禽戯 / 津村喬[ほか] 著 第4巻 易筋経
- 『Left alone 持続するニューレフトの「68年革命」』[スガ]秀実,井土紀州,松田政男,西部邁,柄谷行人,花咲政之輔,上野昻志、丹生谷貴志共著、明石書店、2005年

### 翻訳
- 『健身気功・五禽戯 中国制定4大気功 (健身気功新功法シリーズ)中国・国家体育総局健身気功管理センター編、楊名時,帯津良一監修、ベースボール・マガジン社、2004年

### 監修
- 鳥飼美和子『きれいになる気功』筑摩書房、1997年/ 2013年1月、文庫 - 津村が監修を務めた。

## メディア出演
- 1993年4月-6月 NHK「気功専科2」講師